# The Black Box
The Black Box, udgivet 2003, er et boxsæt med alle Gasolin's danske CD'er altså Gas 1-7, en live-CD + en bonus-CD med mere sjældne numre. Alle CD'er er lavet så de ligner gamle LP'er.
Musikken på ”The Black Box” udgøres af studiealbummene Gasolin fra 1971, Gasolin' 2 fra 1972, Gasolin' 3 fra 1973, Stakkels Jim fra 1974, Gas 5 fra 1975, Efter endnu en dag fra 1976, Gør det noget fra 1977 og livealbummet Live sådan fra 1976, der alle er blevet digitaliseret for at opnå den bedst mulige lyd og kvalitet af indspilningerne. Desuden omfatter boksen også et album med "Additional tracks" indeholdende 19 sjældenheder, hvoraf fire af sangene aldrig tidligere har været udgivet.
Boxsættet med de i alt ni Gasolin' plader er pt solgt i 150.000 eksemplarer, svarende til 1,35 millioner Gasolin'-album, hvis de opdeles i separate udgivelser.
Ifølge IFPI Danmark er salget opgjort til 8 x platin, 320.000 eksemplarer.
The Black Box udgives også som noder med tekst og melodi. The Black Song Book.  

## Additional tracks
1. Blood Brothers	4:27
2. U-lu-la-lu	3:00
3. Sophie, The Bass (Sugar Sugar)	3:04
4. In The Wings	3:09
5. Jailbait	3:50
6. Skru op, (nu kommer drønet)	2:09
7. Silky Sally	3:07
8. WJ	1:15
9. Lille Susanne - drømmer du	1:18
10. Snow Queen	3:00
11. Child of Institution	3:07
12. Langebro [live]	4:53
13. Lady Rain	3:09
14. Holy Jean	3:07
15. Dejlig er jorden	2:55
16. Campingvognen	3:07
17. Hva' gør vi nu, lille du?	3:33
18. Som et strejf af en dråbe	1:18
19. Boogie Jam 9:38